# Graphiurus angolensis
Graphiurus angolensis este o specie de rozătoare din familia pârșilor, Gliridae. Găsită în centrul și nordul Angolei și vestul Zambiei, a fost înregistrată din șapte zone aflate la altitudinea de 1.000–2.000 m deasupra nivelului mării. Habitatul său natural este alcătuit din păduri tropicale uscate⁠(en)[traduceți]. Deși dimensiunea populației este necunoscută, se crede că în general specia nu este comună.

## Descriere
Această specie mică de pârș are lungimea capului și a corpului de 80–110 mm și a cozii de 70–96 mm. Blana de pe spate este moale, netedă și destul de lungă. Culoarea dorsală variază, variind de la maro auriu, maro ruginiu sau maro șters până la maro închis, o parte a spatelui fiind adesea mai închisă la culoare decât restul. Părțile inferioare sunt albe sau crem, ușor nuanțate de gri și există o linie ascuțită care delimitează joncțiunea dintre coloritul dorsal și cel ventral. Urechile sunt mari, maro și rotunjite, iar ochii mari. Există o mască vizibilă în jurul ochilor, iar obrajii sunt albi sau crem, această culoare extinzându-se printr-o bandă până la umeri. Coada are blana scurtă lângă bază și părul lung lângă vârf. Este practic de aceeași culoare ca blana dorsală, dar unele fire albe sunt amestecate cu cele mai închise, iar vârful este alb. Aparența și caracteristicile craniului acestei specii sunt similare cu cele ale Graphiurus platyops, dar ariile de răspândire ale G. angolensis și G. platyops nu se suprapun. Graphiurus rupicola este mai mare și nu se găsește în regiuni împădurite de tip miombo⁠(en)[traduceți], iar Graphiurus microtis este mai mică, arealurile de răspândire ale G. angolensis și G.microtis suprapunându-se doar în Zambia.

## Răspândire și habitat
Arealul cunoscut al speciei cuprinde doar nordul și centrul Angolei și vestul Zambiei, la altitudini cuprinse între aproximativ 1.000–2.000 m. A fost înregistrată doar din șapte zone și probabil nu este o specie comună, habitatul său specific fiind alcătuit din regiuni împădurite tropicale uscate și savane împădurite. În regiuni împădurite de tip miombo tinde să apară în apropierea apei.

## Ecologie
G. angolensis a fost studiată puțin, dar se crede că este în principal nocturnă și arboricolă. Majoritatea indivizilor întâlniți se aflau în copaci, dar au fost găsite specimene pe acoperișul unei colibe, în diferite clădiri și într-un vechi stup de albine. Este probabil ca dieta sa să fie omnivoră și să includă larve de insecte și fructe. Au fost uneori găsite femele care erau însoțite de până la patru juvenili.

## Stare de conservare
Starea de conservare a speciei G. angolensis a fost evaluată ca fiind „deficientă de date” de către Uniunea Internațională pentru Conservarea Naturii din cauza statutului său taxonomic dubios, lipsei de cunoștințe privitoare la arealul său de răspândire și a stării de conservare, precum și a lipsei de informații despre ciclul vieții sale și amenințările cu care se confruntă.